# Louvaines
Louvaines est une ancienne commune française située dans le département de Maine-et-Loire, en région Pays de la Loire.
Elle est depuis le 15 décembre 2016 intégrée à la nouvelle commune de Segré-en-Anjou Bleu.

## Géographie
Commune angevine du Segréen, Louvaines se situe au sud d'Aviré, sur les routes D 180, Aviré, et D 280, Segré.
La commune se situe sur l'unité paysagère du Plateau du Segréen.

## Histoire
Le château du Hardas : Le 14 février 1667 Charles François d’Andigné marquis de Vezins et Marie Collin son épouse Dt à Angers, vendent à Toussaint Chastelain juge consul d’Angers, la maison noble, terre fief et seigneurie du Hardas à Louvaines, domaine métairie vigne bois taillis et bois de haute futaie, meubles en ladite maison du Hardas, la métairie de Chematz au Lion d’Angers, qui lui appartient de la succession de †Charles d’Andigné baron d’Angrie son père, ainsi que †Rousseau en a joui à titre de ferme. Vente faite pour 36 500 L sur laquelle à déduire 8 623 L due par ledit Sgr de Vezins audit acquéreur (AD49-1E1135 - aveux de Sainte-Gemmes-d’Andigné).[réf. nécessaire]

## Politique et administration

### Administration municipale

#### Administration actuelle
Depuis le 15 décembre 2016 Louvaines constitue une commune déléguée au sein de la commune nouvelle de Segré-en-Anjou Bleu et dispose d'un maire délégué.
| Période                                  | Période  | Identité           | Étiquette | Qualité |
| ---------------------------------------- | -------- | ------------------ | --------- | ------- |
| décembre 2016                            | en cours | Dominique Pelluau, |           |         |
| Les données manquantes sont à compléter. |          |                    |           |         |

#### Administration ancienne
| Période                                  | Période       | Identité                 | Étiquette | Qualité                                                        |
| ---------------------------------------- | ------------- | ------------------------ | --------- | -------------------------------------------------------------- |
| 1902                                     |               | Jules Alexandre François |           | Président de la Chambre d'Experts de l'arrondissement de Segré |
| 1995                                     | mars 2014     | Jean-Charles Placais     |           |                                                                |
| mars 2014                                | décembre 2015 | Dominique Pelluau        |           |                                                                |
| Les données manquantes sont à compléter. |               |                          |           |                                                                |

### Ancienne situation administrative
La commune était membre de la communauté de communes du Canton de Segré, elle-même membre du syndicat mixte Pays de l'Anjou bleu, Pays segréen, jusqu'à son intégration dans Segré-en-Anjou Bleu.

## Population et société

### Évolution démographique
L'évolution du nombre d'habitants est connue à travers les recensements de la population effectués dans la commune depuis 1793. À partir du 1er janvier 2009, les populations légales des communes sont publiées annuellement dans le cadre d'un recensement qui repose désormais sur une collecte d'information annuelle, concernant successivement tous les territoires communaux au cours d'une période de cinq ans. 
Pour les communes de moins de 10 000 habitants, une enquête de recensement portant sur toute la population est réalisée tous les cinq ans, les populations légales des années intermédiaires étant quant à elles estimées par interpolation ou extrapolation. Pour la commune, le premier recensement exhaustif entrant dans le cadre du nouveau dispositif a été réalisé en 2007,.
En 2014, la commune comptait 507 habitants, en évolution de −7,48 % par rapport à 2009 (Maine-et-Loire : +3,3 %, France hors Mayotte : +2,49 %).
| 1793  | 1800 | 1806 | 1821  | 1831  | 1836 | 1841 | 1846 | 1851 |
| ----- | ---- | ---- | ----- | ----- | ---- | ---- | ---- | ---- |
| 1 055 | 809  | 979  | 1 030 | 1 029 | 934  | 931  | 869  | 878  |

| 1856 | 1861 | 1866 | 1872 | 1876 | 1881 | 1886 | 1891 | 1896 |
| ---- | ---- | ---- | ---- | ---- | ---- | ---- | ---- | ---- |
| 876  | 921  | 863  | 816  | 832  | 763  | 743  | 760  | 717  |

| 1901 | 1906 | 1911 | 1921 | 1926 | 1931 | 1936 | 1946 | 1954 |
| ---- | ---- | ---- | ---- | ---- | ---- | ---- | ---- | ---- |
| 682  | 695  | 665  | 600  | 578  | 524  | 514  | 525  | 539  |

| 1962 | 1968 | 1975 | 1982 | 1990 | 1999 | 2007 | 2012 | 2014 |
| ---- | ---- | ---- | ---- | ---- | ---- | ---- | ---- | ---- |
| 504  | 468  | 407  | 434  | 417  | 438  | 541  | 524  | 507  |

### Pyramide des âges
La population de la commune est relativement jeune. Le taux de personnes d'un âge supérieur à 60 ans (13,3 %) est en effet inférieur au taux national (21,8 %) et au taux départemental (21,4 %).
Contrairement aux répartitions nationale et départementale, la population masculine de la commune est supérieure à la population féminine (52,7 % contre 48,7 % au niveau national et 48,9 % au niveau départemental).
La répartition de la population de la commune par tranches d'âge est, en 2008, la suivante :
- 52,7 % d’hommes (0 à 14 ans = 29,1 %, 15 à 29 ans = 16,1 %, 30 à 44 ans = 20,4 %, 45 à 59 ans = 22,1 %, plus de 60 ans = 12,3 %) ;
- 47,3 % de femmes (0 à 14 ans = 22,7 %, 15 à 29 ans = 16 %, 30 à 44 ans = 25 %, 45 à 59 ans = 21,9 %, plus de 60 ans = 14,5 %).

| Hommes | Classe d’âge | Femmes |
| ------ | ------------ | ------ |
| 0,0    | 90 ans ou +  | 0,0    |
| 4,6    | 75 à 89 ans  | 5,5    |
| 7,7    | 60 à 74 ans  | 9,0    |
| 22,1   | 45 à 59 ans  | 21,9   |
| 20,4   | 30 à 44 ans  | 25,0   |
| 16,1   | 15 à 29 ans  | 16,0   |
| 29,1   | 0 à 14 ans   | 22,7   |

| Hommes | Classe d’âge | Femmes |
| ------ | ------------ | ------ |
| 0,4    | 90 ans ou +  | 1,1    |
| 6,3    | 75 à 89 ans  | 9,5    |
| 12,1   | 60 à 74 ans  | 13,1   |
| 20,0   | 45 à 59 ans  | 19,4   |
| 20,3   | 30 à 44 ans  | 19,3   |
| 20,2   | 15 à 29 ans  | 18,9   |
| 20,7   | 0 à 14 ans   | 18,7   |

## Économie
Sur 35 établissements présents sur la commune à fin 2010, 49 % relevaient du secteur de l'agriculture (pour une moyenne de 17 % sur le département), 6 % du secteur de l'industrie, 11 % du secteur de la construction, 23 % de celui du commerce et des services et 11 % du secteur de l'administration et de la santé.

## Culture locale et patrimoine

### Lieux et monuments
- Manoir du Hardas (XVIe siècle)[16] ;
- Manoir de la Gortaie ; édifié au tout début du XIVe siècle, en 1304. Dans la grande salle, les élévations intérieures ont conservé les traces d'un décor héraldique[17] ;
- Manoir dit château de l'Aunay (XVIe – XVIIe siècle)[18] ;
- Église et Prieuré de la Jaillette (XIIe, XIIIe, XVIe et XVIIIe siècles)[19] ;
- Église Saint-Aubin (XIXe siècle)[20].

### Personnalités liées à la commune
- Owen Franklin Aldis, avocat et homme d'affaires américain.[réf. nécessaire]